# Europaparlamentsvalet i Luxemburg 2009
Europaparlamentsvalet i Luxemburg 2009 ägde rum söndagen den 7 juni 2009. Totalt var 240 669 personer röstberättigade i valet om de sex mandat som Luxemburg hade tilldelats innan valet. I valet tillämpade landet ett valsystem med partilistor och d’Hondts metod, utan någon spärr för småpartier. Trots det proportionella valsystemet, blev mandatfördelningen skev på grund av det låga antal mandat som fördelades. Detta gynnade särskilt det största partiet, Kristsociala folkpartiet. I valet var det möjligt för varje väljare att avlägga lika många röster som antal mandat, det vill säga sex röster.
De tre traditionellt starka partierna i Luxemburg, Kristsociala folkpartiet, Socialistiska arbetarpartiet och Demokratiska partiet, dominerade valet även om de två förstnämnda backade kraftigt. Kristsociala folkpartiet lyckades dock behålla positionen som största parti. Samtidigt ökade både Demokratiska partiet och Déi Gréng, men förändringarna var inte tillräckligt stora för att ge utslag i mandatfördelningen. Dessa fyra partier erhöll mer än 85 procent av rösterna. En av de kandidater som erhöll flest röster var Viviane Reding, som dock inte upptog sitt mandat i parlamentet på grund av sitt uppdrag i Europeiska kommissionen.
Parallellt med Europaparlamentsvalet, hölls även val till Luxemburgs parlament. Valdeltagandet var betydligt högre än snittet för hela unionen, men något lägre än vad valdeltagandet var i Luxemburg i valet 2004. Det höga valdeltagandet berodde främst på att Luxemburg tillämpade ett obligatoriskt valdeltagande samt att nationella val hölls samtidigt som Europaparlamentsvalet. Totalt röstade 90,76 procent av väljarna, långt över det genomsnittliga valdeltagandet i hela Europaparlamentsvalet.

## Valresultat
|                                                                                             |         |  |         |        |
|                                                                                             | Andel   |  | Antal   | Mandat |
| Kristsociala folkpartiet                                                                    | 31,36 % |  | 353 094 | 3      |
| Kristsociala folkpartiet                                                                    | –5,78 % |  | –51 729 | ±0     |
| Socialistiska arbetarpartiet                                                                | 19,48 % |  | 219 349 | 1      |
| Socialistiska arbetarpartiet                                                                | –2,58 % |  | –21 135 | ±0     |
| Demokratiska partiet                                                                        | 18,66 % |  | 210 107 | 1      |
| Demokratiska partiet                                                                        | +3,79 % |  | +48 043 | ±0     |
| Déi Gréng                                                                                   | 16,83 % |  | 189 523 | 1      |
| Déi Gréng                                                                                   | +1,81 % |  | +25 769 | ±0     |
| Övriga partier och kandidater                                                               | 13,67 % |  | 153 959 | 0      |
| Övriga partier och kandidater                                                               | +2,77 % |  | +35 148 | ±0     |
| Ogiltiga och blanka röster                                                                  | 9,18 %  |  | 20 059  | 0      |
| Ogiltiga och blanka röster                                                                  | +0,83 % |  | +2 555  | ±0     |
| Valdeltagande                                                                               | 90,76 % |  | 218 423 | 6      |
| Valdeltagande                                                                               | –0,59 % |  | +8 734  | ±0     |
| Antal röstberättigade 240 669 03 EPP 01 S&D 01 ALDE 01 G/EFA 00 ECR 00 GUE/NGL 00 EFD 00 NI |         |  |         |        |